# Alessandro Beti Rosa
Alessandro Beti Rosa (* 9. April 1977 in São Paulo), auch als Magrão bekannt, ist ein ehemaliger brasilianischer Torwart. Zudem besitzt er die italienische Staatsbürgerschaft.

## Karriere
Seine Karriere begann er 1997 bei Nacional SP in São Paulo. Über die brasilianischen Stationen Botafogo FC, Portuguesa de Desportos, Ceará SC, Fortaleza EC und Rio Branco EC wechselte er 2005 zu Sport Recife nach Pernambuco. Hier spielte er bis zu seinem Karriereende im Juli 2019.

## Privates
Rosa ist Vater zweier Söhne und einer Tochter. Die Söhne Lucas und Raffael sind ebenfalls Fußballspieler.

## Erfolge
- 3× Sieger der Staatsmeisterschaft von Pernambuco (2010, 2014, 2017)
- Sieger des Copa do Brasil 2008
- Sieger des Copa do Nordeste 2014